# Etajima
Etajima (jap. 江田島市 Etajima-shi) – miasto w Japonii, na wyspach Eta i Nōmi, w prefekturze Hiroszima.

## Położenie
Miasto leży na dwóch wyspach na Morzu Wewnętrznym, graniczy z miastami:
- Hiroszima
- Kure

## Historia
Miasto otrzymało prawa miejskie 1 listopada 2004 roku.